# Бабићи (Шипово)
Бабићи су насељено мјесто у општини Шипово, Република Српска, БиХ. Према попису становништва из 1991. у насељу је живјело 484 становника.

## Култура
У насељу се налази храм Српске православне цркве посвећен Светом Прокопију.

## Историја
Бабиће је поводом отварања новог пута Стројице — Бабићи 31. јула 2011. посјетио председник Републике Српске Милорад Додик.

## Занимљивости
У Бабићима је живот провела Милева Квргић (1903-2012), у тренутку смрти најстарија становница Балкана.

## Становништво
| Националност       | 1991. | 1981. | 1971. | 1961. |
| Срби               | 482   | 729   |       | 914   |
| Хрвати             | 1     |       |       |       |
| остали и непознато | 1     | 2     |       |       |
| Укупно             | 484   | 731   | 931   | 914   |

| Демографија | Демографија | Демографија |
| Година      | Становника  | Становника  |
| ----------- | ----------- | ----------- |
| 1961.       | 914         |             |
| 1971.       | 931         |             |
| 1981.       | 731         |             |
| 1991.       | 484         |             |